# Thayarwady (distrikt)
Thayarwady District är ett distrikt i Myanmar.   Det ligger i regionen Bagoregionen, i den södra delen av landet, 200 km söder om huvudstaden Naypyidaw.